# Iker Unzu
Iker Unzueta Ramos (* 9. Januar 2005 in Saragossa) ist ein spanischer Youtuber, der unter dem Online-Pseudonym Iker Unzu bekannt ist. Im Jahr 2022 unterzeichnete Unzu einen Vertrag mit der Talentagentur YouPlanet.

## Frühes Leben und Ausbildung
Iker Unzu wurde 2005 in Saragossa als Sohn von Asier und dessen Ehefrau Marta geboren. Als er sechs Jahre alt war, zog er nach Brasilien und vier Jahre später nach Mexiko, wo er vier Jahre lebte. Im Jahr 2018 kehrte er in seine Geburtsstadt zurück.
Unzu begann im Jahr 2016 Videos auf Musical.ly (heute TikTok) zu veröffentlichen und bespielt inzwischen mehrere Plattformen. Im Laufe der Jahre ist er zu einer prominenten Figur in der spanischen Influencerszene geworden. Derzeit lebt er in Los Angeles, Kalifornien.

## Karriere

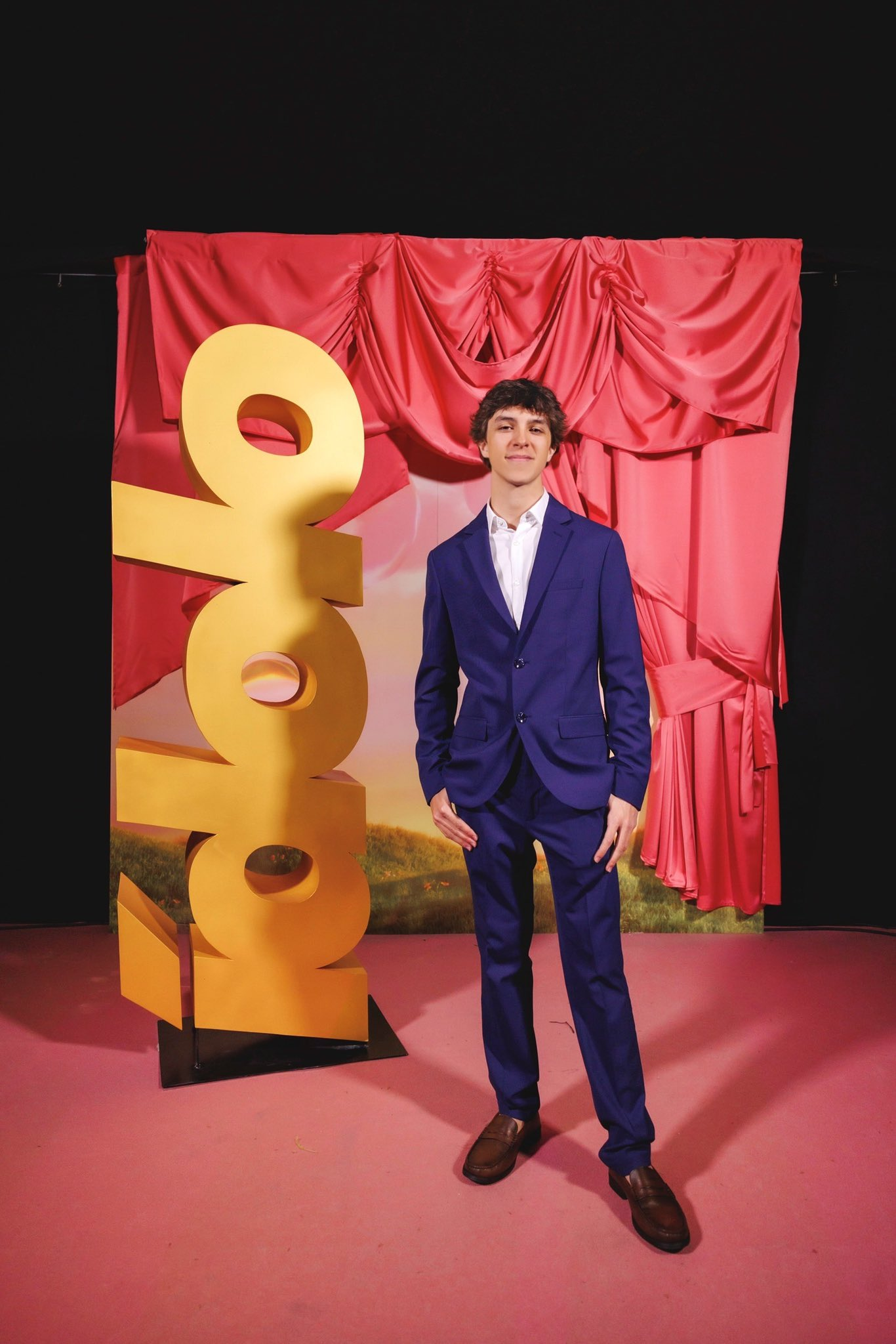
Iker Unzu Ídolo Awards (2023)

### Plattformen
Iker Unzu startete seine YouTube-Karriere im Jahr 2015 und konzentrierte sich hauptsächlich auf Vlogs, Let’s Plays und Challenges. Er erlangte weite Anerkennung und Popularität durch seine Let’s Plays von Indie-Horrorspielen, ein Genre, das seinen Kanal zunächst vorantrieb. Neben seinem Hauptkanal betreibt Unzu auch mehrere weitere YouTube-Kanäle.
Unzu hat auf TikTok 12,7 Millionen Follower. In Spanien ist er auf TikTok einer der meist gefolgten Accounts. Auf Instagram hat Unzu 2,1 Millionen Follower. Ein Video von ihm auf Instagram hat mehr als 80 Millionen Aufrufe erreicht. Unzu besitzt außerdem einen Podcast, ursprünglich „Pasando el rato con Iker Unzu“ genannt und später einfach „Iker Unzu“. Mit über 400.000 Hörern weltweit behandelt der Podcast eine Vielzahl von Themen, darunter Beziehungen, mentale Gesundheit, humorvolle Anekdoten und persönliche Einblicke.

### Erfolge
Unzu ist einer der beliebtesten Gaming-YouTuber in Spanien mit über 11,7 Millionen Abonnenten auf YouTube, was ihn zum 46. meist gefolgten YouTube-Kanal im Land macht. Er ist auch der 16. meist gefolgte TikTok-Account in Spanien mit über 13,7 Millionen Followern und verzeichnet 3 Millionen Benutzer auf Instagram. Im Jahr 2023 wurde er zu den Los Premios Ídolo eingeladen, die in Madrid gefeiert wurden.